# Phymatoctenus comosus
Espèce
Synonymes
- Gephyroctenus parvus Caporiacco, 1947

Phymatoctenus comosus est une espèce d'araignées aranéomorphes de la famille des Ctenidae.

## Distribution
Cette espèce se rencontre au Brésil et au Guyana.

## Publication originale
- Simon, 1897 : Études arachnologiques. 27e Mémoire. XLII. Descriptions d'espèces nouvelles de l'ordre des Araneae. Annales de la Société entomologique de France, vol. 65, p. 465-510 (texte intégral).